# 磷杂苯
磷杂苯是一种有机化合物，化学式为C5H5P，它是吡啶的类似物。它是对空气敏感的油状液体，在惰性气氛中稳定。相比之下，硅杂苯不仅对氧和潮湿敏感，在没有大位阻的取代基的存在下，对热也不稳定。

## 历史
1966年，Gottfried Märkl通过吡喃鎓盐和膦试剂（如P(CH2OH)3或P(SiMe3)3）的缩合反应制得了第一个磷杂苯（2,4,6-三苯基磷杂苯）。
1971年，不含取代基的磷杂苯由Arthur J. Ashe III制得。

## 结构及性质
电子衍射表明，磷杂苯的芳香性为苯的88%，P-C键长为173 pm，C-C键长为140 pm左右。
|  |

尽管磷杂苯和吡啶结构上具有相似性，但磷杂苯的碱性很弱，C5H5PH+和C5H5NH+的pKa分别为-16.1和5.2。甲基锂与磷杂苯作用在磷原子上，而与吡啶作用在邻位上。
磷杂苯可以作为配体，形成普通的配合物或π-配合物，如V(η6-C5H5P)2。联(磷杂苯)（联吡啶的类似物）的配合物也是已知的。